# Syndiamesa gelida
Syndiamesa gelida är en tvåvingeart som först beskrevs av Jean-Jacques Kieffer 1922.  Syndiamesa gelida ingår i släktet Syndiamesa och familjen fjädermyggor. Inga underarter finns listade i Catalogue of Life.